# 東京国際知的財産仲裁センター
東京国際知的財産仲裁センター（とうきょうこくさいちてきざいさんちゅうさいセンター、英：International Arbitration Center in Tokyo）は、仲裁により知的財産権を巡る国際的な紛争を解決する機関である。仲裁人のほとんどは元裁判官である。

## 概要
2018年9月3日に知的財産を専門とする国際仲裁機関、東京国際知的財産仲裁センターが開設した。
最高経営責任者は玉井克哉。
事務局の住所は、東京都千代田区丸の内１－７－１２　サピアタワー８階。